# Hotel Saranac
El Hotel Saranac es un hotel histórico en Saranac Lake, Nueva York, una ciudad anteriormente atendida por el Ferrocarril de Adirondack. Su nombre completo es Hotel Saranac, Curio Collection by Hilton . dispone de 102 habitaciones y 20 suites.
Fue diseñado por los arquitectos locales William Scopes y Maurice Feustmann en un estilo austero de renacimiento colonial (o neogeorgiano) y construido en 1927. Es un edificio de seis pisos dispuesto simétricamente revestido de ladrillo. Para garantizar la seguridad contra incendios se construyó con estructuras de acero y pisos de concreto. El gran vestíbulo del segundo piso se inspiró en el Gran Salón del Palacio Davanzati de Florencia.
Cerró en 2013, se sometió a una renovación de $ 35 millones y reabrió en 2018. Fue incluido en el Registro Nacional de Lugares Históricos en 2019. 
Es miembro de los Hoteles Históricos de América.
Cuando se abrió, afirmó haber sido el primer hotel a prueba de incendios en Adirondacks.
Fue propiedad y fue operado por Paul Smith's College desde 1962 hasta 2006. Fue utilizado por la universidad para la capacitación en el trabajo como parte de su programa de gestión culinaria, hotelera y hotelera.